# Melanoperdix niger
La pernice nera (Melanoperdix niger (Vigors, 1829)) è un uccello galliforme della famiglia dei Fasianidi. È l'unica specie nota del genere Melanoperdix.

## Descrizione
È una pernice di piccola taglia, lunga 24–27 cm, con un peso di circa 280 g.
Il piumaggio del maschio è interamente nero, quello della femmina brunastro.

## Distribuzione e habitat
La specie è diffusa nella parte meridionale della penisola malese, a Sumatra e nel Borneo.

## Tassonomia
Sono note due sottospecie:
- Melanoperdix niger niger (Vigors, 1829)
- Melanoperdix niger borneensis Rothschild, 1917

## Conservazione
La IUCN Red List classifica Melanoperdix niger come specie vulnerabile.